# Театър в Азербайджан
Азербайджанският театър (на азербайджански: Azərbaycan teatrı) е театралното изкуство на азербайджанския народ.

## История
Произходът на азербайджанското театрално изкуство е в древните фолклорни фестивали и танци на страната.
Елементи на театралното действие присъстват в много видове азербайджанско народно изкуство – в игрите (гизлянпач – криеница, кесалдигач – игра на поло), песните (кепенек, беновше), в сватбените церемонии (нишан – годеж; дуахгапма – ритуал по снемането на воала от лицето на булката, той – сватба), календарните празници (норуз – настъпването на пролетта, кев-седж – подготовка за зимата). 
Първоначалните форми на театралните представления включват колективния мъжки танц яла, изпълнения на клоуни, кяндирбази (ходене по въже), мухрадузди и мухребази, представления на дервиши, змиеукротители. Важна роля във формирането на националния театър в Азербайджан играят известните сцени от народния фолклор „Кос-кос“, „Гаравели“, „Шах Селим“, „Кечал пехливан“, „Джейран ханъм“, „Марал Оюну“, „Кафтаркос“, „Хан-хан“, „Тапдиг чобан“, „Тенбел гардаш“ и др. Към този тип по-стара театрална култура на Азербайджан принадлежи и кукленият театър „Килим-араси“, чиито изпълнения осмиват явления от ежедневието, социалното неравенство, несправедливостта.
През Средновековието, голямо разпространение получава религиозно-мистериозният театър. Такива представления включват театралния ритуал Шабих, който обикновено се провежда през траурния месец Мухарам.

### Възникване
Националният азербайджански театър се появява през втората половина на XIX век въз основа на комедиите на първия азербайджански драматург и философ Мирза Фатади Ахундов. Първият професионален театрален спектакъл на азербайджански език е изнесен на 10 март (стар стил 23) 1873 година. Спектакълът е по инициатива на Хасанбек Меликов-Зардаби, педагог от реалното училище, и Наджафкулибек Вазиров, ученик в същото училище. На сцената на Бакинското обществено събрание ученици от реалното училище изиграват спектакъл по пиесата на Ахундов „Везирът на Ленкоранския хан“. На 17 април 1873 г. в същата зала на общественото събрание е показан и втори спектакъл – още една комедия на Мирза Ахундов, „Хаджи Кара“. След първите постановки организацията на професионалния театър е спряна и за известно време не са изнасяни изпълнения в Баку. Зардаби е зает със създаването на вестник „Екинчи“, а Наджафбек Везиров отива да учи в Русия. Откриването през 1881 г. на реално училище в Шуша; през 1894 г. – на начално женско училище, както и откриването на музикално училище и привличането на млади певци от музиковеда Харат Хулу предизвика интерес към театъра сред местната интелигенция. Така от 1892 г. младите учители започват да организират аматьорски представления в Шуша по време на лятната ваканция. В първите години репертоарът се състои от творби на Мирза Ахундов..

На 17 август 1884 г. вестник „Нов преглед“ пише: 
Онзи ден младите театрали-любители от Шуша за трети път показаха представление на родния си език с благотворителна цел. Първо беше поставена комедията „Мастали Шах“, след това – „Хаджи Кара“, а вчера – „Везирът на Ленкоранския хан“. Скоро ще играят и комедията „Мосю Жордан“. Всички те са написани от известния сред кавказките мюсюлмани Мирза Фатади Ахундов.
Нарастващият брой любители на театъра довежда до появата на млади драматурзи. През 90-те години на XIX в. активно участие в любителския кръжок на младите учители започва преподавателя по роден език в руско-татарското училище в Шуша, Г. Везиров. През 1892 г., заедно с пиесите на Ахундов, любителите поставят пиесата на Г. Везиров „Женитбата не гаси жаждата“. Представлението е прекъснато от фанатично настроени вярващи, и на актьорите се налага да бягат през задния вход. Мюсюлманското духовенство, което смята литературата и театъра за неприлични, започва да се намесва при провеждането на спектакли. Прогресивната интелигенция в Шуша, която влиза в борба с тази реакция, организира нови изпълнения. През лятото на 1894 г. са изнесени три представления от млади учители с благотворителна цел: „Хаджи Кара“, „Мосю Жордан, ботаник и дервиш, Мастали шах, известният магьосник“, „Мечок, победителят на разбойника“. През 1895 г. същите актьори организират отново постановката на Г. Везиров „Женитбата не гаси жаждата“. Успехът на спектакъла е отбелязан във в. „Тарджумен“:
От Шуша съобщават, че на 27 август младежи от града показаха представление с благотворителна цел. С успех е изиграна комедията на Г. Б. Везиров „Женитбата не гаси жаждата“; сборът от спектакъла – 500 рубли е предаден на реалното училище. Княз Хасан хан награди автора на комедията със сребърна посуда; младежът му подари скъпа мастилница. 
През 1896 г. в Шуша е изиграна новата трагедия на Абдуррахим Ахвердов, „Разрушеното гнездо“. Авторът на пиесата е и неин режисьор. През 1904 г. любителите изпълняват постановка на Отело от Уилям Шекспир. Преводач на трагедията и изпълнител на ролята на Отело е Г. Везиров. Московският вестник „Новости дня“ пише за изпълнението:
Спектакълът имаше толкова голям ефект върху зрителите, че в сцената на смъртта на Дездемона те не можеха да сдържат сълзите си. Веднага след края на спектакъла, зрителите побързаха да получат превод на пиесата „Отело“. По време на антракта публиката горещо приветства преводача на пиесата, изразявайки му дълбокото си признание. 
Към края на ХIХ век спектакли на азербайджански език са организирани в провинциалните градове Шеки, Ганджа, Шемахи, Нахичеван и др. Театралните представления са организирани от последователите на ахундовската драматична школа Наджаф и Хашим Везирови, Нариман Нариманов, Абдуррахим Ахвердиев, Джалил Мамедкулизаде, Сулейман Сани Ахундов.
През 1888 г. в Баку, Хабиб-бек Махмудбеков, с активното участие на Султан Ганизаде и Н. Нариманов, създава театрална трупа. През 1897 г. е сформиран първия професионален колектив – Мюсюлманска драматична трупа. Репертоарът на азербайджанския дореволюционен театър е съставен от творби на азербайджански драматурзи (М. Ахундов, Н. и Х. Везирови, Н. Нариманов, А. Ахвердиев, Джалил Мамедкулизаде и др.), както и руски (Николай Гогол, Иван Тургенев, Лев Толстой) и западноевропейски класици (Уилям Шекспир, Фридрих Шилер, Молиер). От първите години на възникването си, азербайджанският театър става център за разпространение на идеи за просвещение и демокрация. В пиесите „Планината Фахреддин“, „От дъжда в пороя“ на Н. Везиров, „Разрушеното гнездо“, „Нещастният юноша“, „Ага Мохамед шах Каджар“, „Вълшебницата Пери“ на А. Ахвердиев, „Невежество“ и „Надир шах“ на Н. Нариманов се разобличават нравите на феодалното общество, потисничеството и деспотизма на съществуващата система, религиозния фанатизъм.
Под влияние на руската революция от 1905 – 1907 г. в Азербайджан се появяват нови театрални трупи, т.нар. „дружества“. Наред с драматичните кръжоци, в нефтедобивните райони се създава специална трупа към работническия вестник „Текамюл“, наречена „Хамиет“, която да служи на работническата публика. Изпълненията на трупата са представяни в салона „Гранвио“.
През 1908 г. към благотворителното дружество „Ниджат“ е създаден драматичен състав, обединяващ професионални актьори като Г. Араблински, С. Рухула, А. Вели. Трупата разполага със собствени помещения, гардероб и реквизит. Освен това трупата изнася концерти в театъра на Зейналабдин Тагиев и в работническите райони. Значими събития в историята на азербайджанския театър са спектаклите на „Ага Мохамед шах Каджар“ на А. Ахвердиев (1907), „Ковачът Гяве“ от Сами Фрашъри (1908); „Разбойници“ (1907), „Мъртъвци“ на Джалил Мамедкулизаде (1916), „Отело“ (1910), в които се прославя актьора и режисьор Г. Араблински, чието изкуство е проникнато от революционно-романтичен патос.
По това време в репертоара на азербайджанския театър навлизат пиесите „Хавеи ахенгар“ (Сами Фрашъри), „Бежанци“ (Шилер), „Ал-Мансур“ (Хайне), Отело (Шекспир), „По неволя доктор“ (Молиер), „Ревизор“, „Женитба“ (Гогол) и др.
През 1919 г. е създаден Азербайджанският държавен театър.

### Развитие в съветския период
След установяването на съветската власт в Азербайджан, всички театри са национализирани и репертоарът им е строго контролиран от властите. Правителството обединява разпръснатите трупи и зачислява актьорите на държавна служба. Благодарение на финансовата поддръжка на държавата, националният театър получава по-нататъшно развитие. През 1920 г. е създаден Единният държавен театър, включващ азербайджански, руски, арменски драматични и оперни състави. През 1922 г. драматичната азербайджанска театрална трупа е преобразувана в академичен драматичен театър. През 1920 г. е създаден руски сатиричен агитационен театър, преобразуван през 1923 г. в Бакински работнически театър. В театъра са поставяни миниатюри, мнения, пародии на актуални социално-политически и ежедневни теми. Освен това, в репертоара са включени постановки на произведения от класическата литература („Шинел“ на Николай Гогол, „Къщата в Коломна“, „Приказка за свещеника и неговия работник Балде“ от Александър Пушкин, „Великият инквизитор“ от Фьодор Достоевски, „Маска“, „Аптекарша“ от Антон Чехов и др.). През 1921 г. е организиран азербайджански агитационен театър, въз основа на който през 1925 г. е създаден Азербайджанският работническо-селски театър в Баку, преобразуван в Бакински тюркски работнически театър през 1927 г. През 1928 – 1930 г. е организиран Азербайджанският театър на младия зрител „М. Горки“, а през 1938 г. – Азербайджанският театър за музикална комедия.
През 1922 г., въз основа на състава на Тифлиския азербайджански театър, е създаден Тифлиския азербайджански драматичен театър „Мирза Ахундов“, който просъществува до 1947 г. През 1928 г. азербайджански театър е организиран в Ереван – това е първият театър на друг народ на територията на Армения.

## Азербайджански музикален театър
Популярността на театъра сред народа и развитието на азербайджанските народни инструменти допринасят за образуването на нова форма на театралното изкуство в страната – музикалния театър. В периода 1897 – 1898 г. в Шуша и през 1901 – 1902 година в Баку са изнесени сценични картини в едно действие по поемите „Лейля и Маджнун“ на Физули и „Фархад и Ширин“ на Алишер Навои. На 12 януари 1908 г. в Баку е организирано представление първата национална опера, „Лейля и Маджнун“, от Узеир Хаджибеков. От тази дата започва историята на азербайджанския професионален музикален театър. Първоначално репертоарът му се състои от творби на У. Хаджибеков, създал оперите „Лейли и Меджнун“, „Шейх Санан“, „Рустам и Зохраб“, „Шах Абас и Хуршид Бану“, както и музикалните комедии „Мъж и жена“, „Не така, а иначе““, „Аршин мал алан“. Скоро репертоарът на музикалния театър е обогатен с творбите на Зулфъгар Хаджибеков (операта „Ашик Гариб“ и музикалните комедии „Петдесетгодишният юноша“, „Жененият бакалавър“), операта „Шах Исмаил“ на М. Магомаев, музикалните комедии „Молла Джаби“ и „Вур-a-вур“ на Мир Кязимовски, операта „Сейфулмюлк“ на М. Амиров и др.

## Съвременност
Националният ден на театъра се отбелязва на 10 март. За първи път той е отпразнуван на 10 март 2013 г. съгласно разпореждане на президента на Азербайджан. Към 2014 г. в Азербайджан работят 26 държавни театри.

## Въшни препратки
- ((az)) Азербайджанският театър: поглед към миналото
- ((az)) Появата и развитието на театралното изкуство

|  | Тази страница частично или изцяло представлява превод на страницата „Азербайджанский театр“ в Уикипедия на руски. Оригиналният текст, както и този превод, са защитени от Лиценза „Криейтив Комънс – Признание – Споделяне на споделеното“, а за съдържание, създадено преди юни 2009 година – от Лиценза за свободна документация на ГНУ. Прегледайте историята на редакциите на оригиналната страница, както и на преводната страница, за да видите списъка на съавторите. ВАЖНО: Този шаблон се отнася единствено до авторските права върху съдържанието на статията. Добавянето му не отменя изискването да се посочват конкретни източници на твърденията, които да бъдат благонадеждни. |